# Vlk obecný
Vlk obecný (Canis lupus) je velká psovitá šelma. Postupná domestikace tohoto druhu vedla k vydělení poddruhu Canis lupus familiaris – psa domácího. Původně byl vlk rozšířen po celé severní polokouli, nyní je jeho výskyt omezen – jeho počty radikálně poklesly a na mnoha místech byl vyhuben. Přesto je podle seznamu IUCN veden jako málo dotčený. V Česku byl ve 20. století téměř vyhuben, nicméně ve druhém desetiletí 21. století začaly jeho stavy narůstat.
Vlci dosahují hmotnosti 16 až 80 kg. Žijí ve smečkách tvořených obvykle vedoucím rodičovským (alfa) párem a několika jejich potomky. Živí se různorodou kořistí od hmyzu až po bizony a pižmoně; nejběžnější potravou bývají středně velcí kopytníci. Pro lov velkých býložravců jsou klíčovým druhem temperátní zóny. Jejich nepřáteli jsou kromě člověka také tygři a medvědi.
Vlci mají prominentní postavení v lidské mytologii a kultuře, existuje o nich množství pohádek, knih, filmů a ság. Lidé vlky od dávných dob zabíjeli, neboť je považovali za škůdce a báli se jich.
Vlci jsou v ČR zařazeni mezi přísně chráněné druhy, jsou uvedeni v příloze II. Úmluvy o mezinárodním obchodu s ohroženými druhy volně žijících živočichů a planě rostoucích rostlin (CITES). Dne 3. prosince 2024 stálý výbor Bernské úmluvy hlasoval pro návrh EU na úpravu statusu ochrany vlka z „přísně chráněného“ na „chráněný“. Změna vstoupila v platnost dne 7. března 2025.

## Evoluce
Vlk šedý se objevuje v období staršího pleistocénu, asi před 810 000 let (nejstarší fosilie, které mohou této psovité šelmě patřit, jsou pak staré dokonce asi 1,5 milionu let). V roce 2020 byla objevena zatím nejlépe dochovaná „mumie“ štěněte vlka obecného, zachovaná po dobu 57 000 let v sibiřském permafrostu.

## Vzhled, smysly, výkony

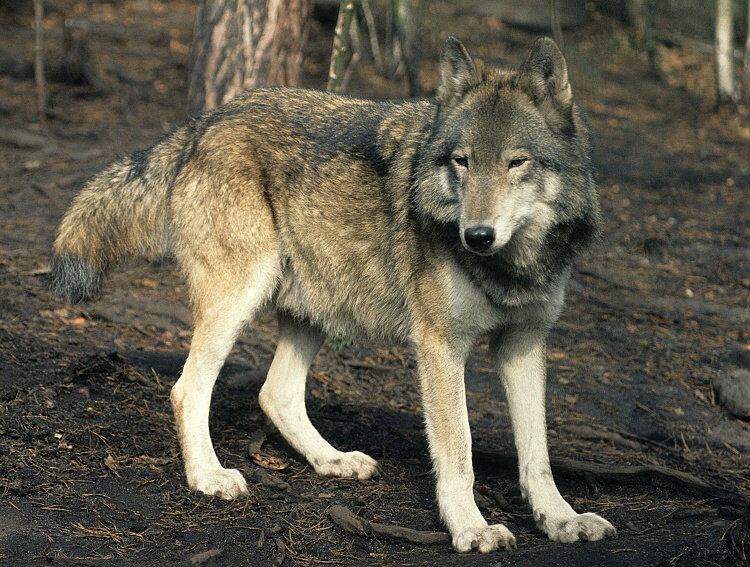
Vlk obecný

- Hmotnost: 16–80 kg. Průměrná hmotnost severních vlků se pohybuje mezi 35–40 kg, jedinci nad 54 kg jsou neobvyklí. Potvrzená rekordní hmotnost severoamerického vlka je 80 kg, euroasijského 86 kg. Nepotvrzený rekordní jedinec vážil údajně 103 kg.[8] Jižní poddruhy váží méně, většinou okolo 30 kg. Indičtí vlci dosahují hmotnosti v průměru jen okolo 25 kg, arabští okolo 20 kg.
- Délka těla: 100–170 cm, ocasu: 35–50 cm.[9]
- Výška v kohoutku: 66-81 cm.

Vlk obecný je největší psovitá šelma. Samice bývají menší než samci, velikost vlka záleží také na poddruhu. Vlci v zásadě splňují Bergmannovo pravidlo čili vlci žijící na severu jsou obecně větší než poddruhy z jižní části areálu.
Vlk se na první pohled podobá německému ovčáckému psu, liší se však od něj v několika drobnostech. Má širší a zašpičatělejší hlavu, šikměji postavené oči a kratší, výrazně trojúhelníkovité uši.
Vlci mají 42 zubů, zubní vzorec je I 3/3, C 1/1, P 4/4, M 2/3. Vlčí špičák může být dlouhý až 5,6 cm; silné trháky a mohutné žvýkací svaly umožňují vlkovi chytit a zabít kořist.
Vlk obecný dokáže ve stisku vyvinout sílu na špičák v průměru 740 N (74 kg/cm²) a na trhácích 1200–1400 N (120–140 kg/cm²), tzv. trhákový komplex. Pro srovnání pitbulové nebo vlčáci kolem 1300 N (130 kg/cm²). Rekordmany jsou mezi psy mastifové s průměrnými 1700 N (170 kg/cm²).

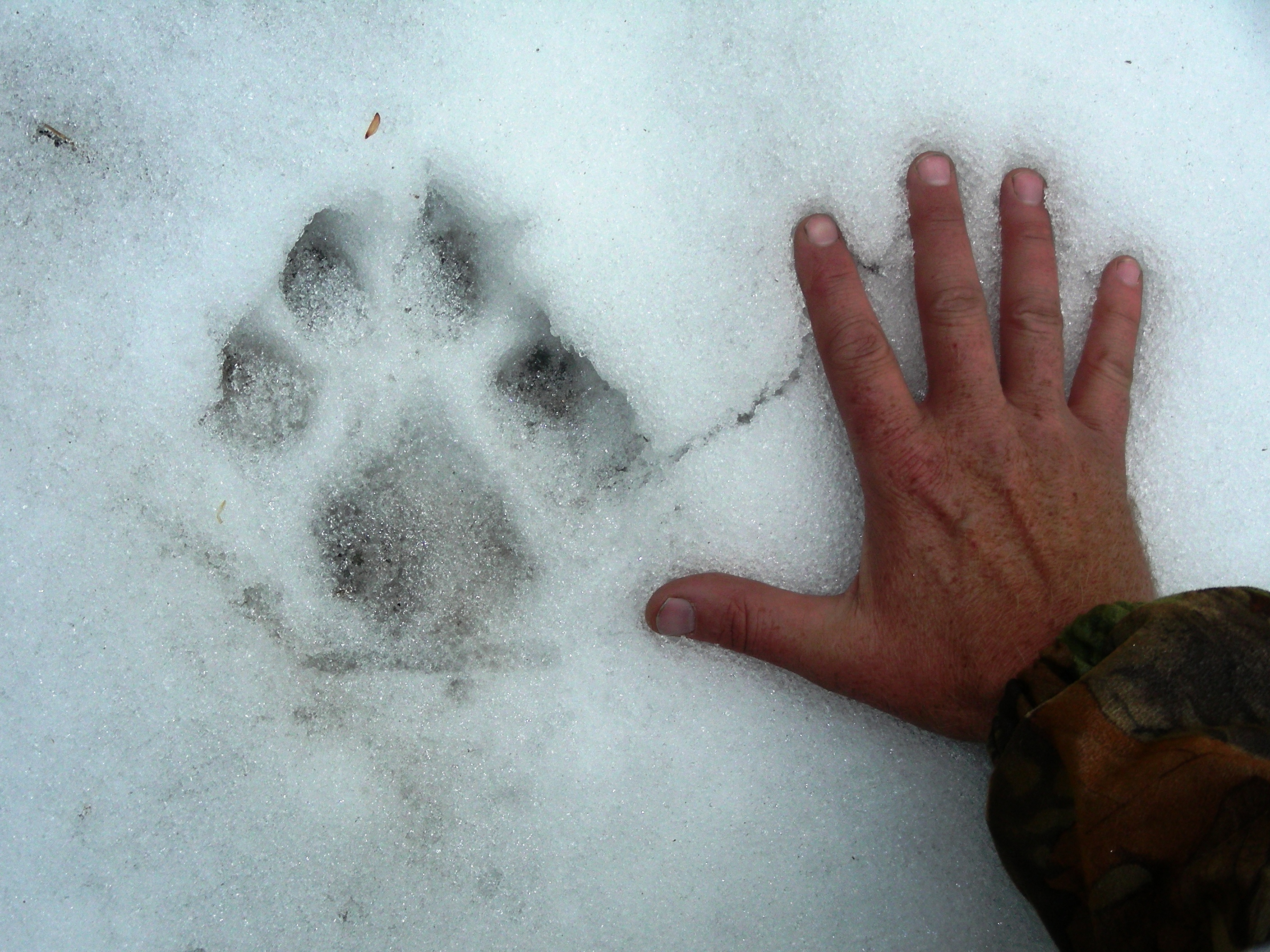
Otisk vlčí tlapy ve sněhu. Vlk má podstatně větší tlapu než pes stejné velikosti

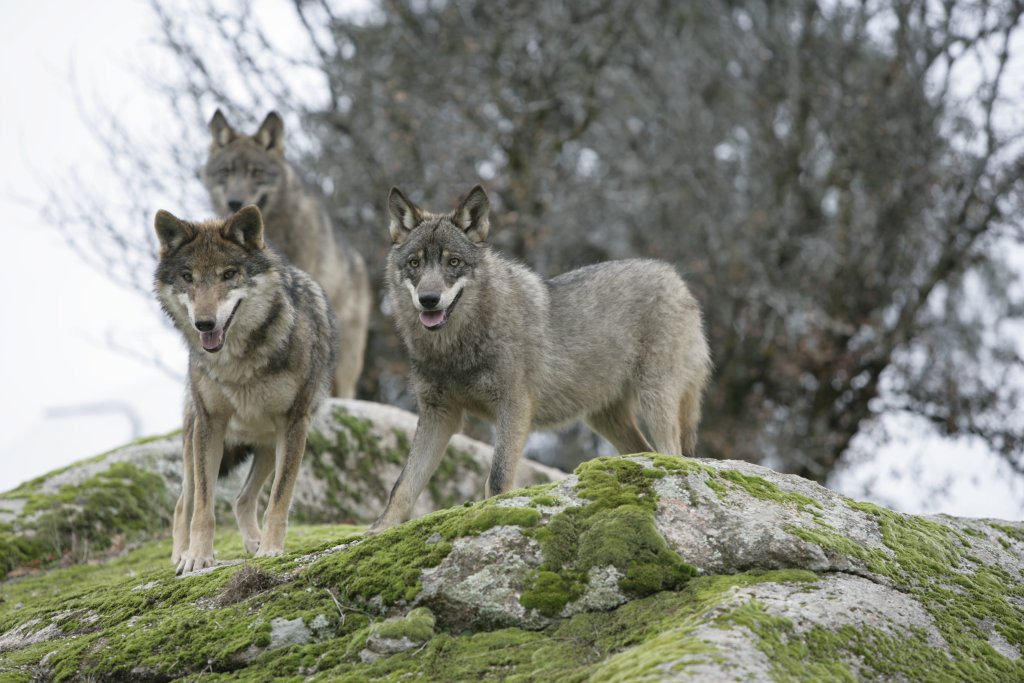
Vlci iberští

### Vlčí srst
Vlčí srst se skládá ze dvou vrstev: vrchní vrstva je tvořena hustými chlupy, které odpuzují vlhkost, podsada je měkká a slouží jako tepelná izolace. Izolační schopnost vlčí srsti je tak dobrá, že na vlkovi netaje sníh. Vlci mají huňatý ocas, který v zimě používají jako přikrývku. Severní poddruhy mají srst také podstatně delší a hustší než jižní.
Vlci jsou po lidech nejrozmanitějším druhem na světě – jejich srst může být čistě bílá, úplně černá, vybarvená ve všech odstínech šedé, skořicová, krémová, hnědá, stříbrná i zlatá. Možné jsou samozřejmě všechny přechody.
Zbarvení také závisí na sezóně. Zimní srst bývá světlejší a hustší.
Většina vlků má tmavší hřbet a světlejší břicho, často mívají tmavší masku okolo očí.
U vlka eurasijského, poddruhu vlka obecného, převládá podle sezóny rezavohnědý až šedočerný odstín, pouze spodní část těla a vnitřní strany končetin jsou nažloutlé až bělavé a vnější okraje ušních boltců černé. Pruh tmavší srsti se někdy táhne i středem hřbetu.
Vlci obývající tundru a polární oblasti bývají i celoročně úplně bílí.

#### Změna barvy
Byly popsány případy, kdy vlk během několika let úplně změnil barvu. Štěňata polárních vlků mají krémovou barvu, až postupem času vyblednou. I úplně černí vlci mohou postupem let získávat stále světlejší barvu, někdy se z černého vlka stane i bílý vlk.

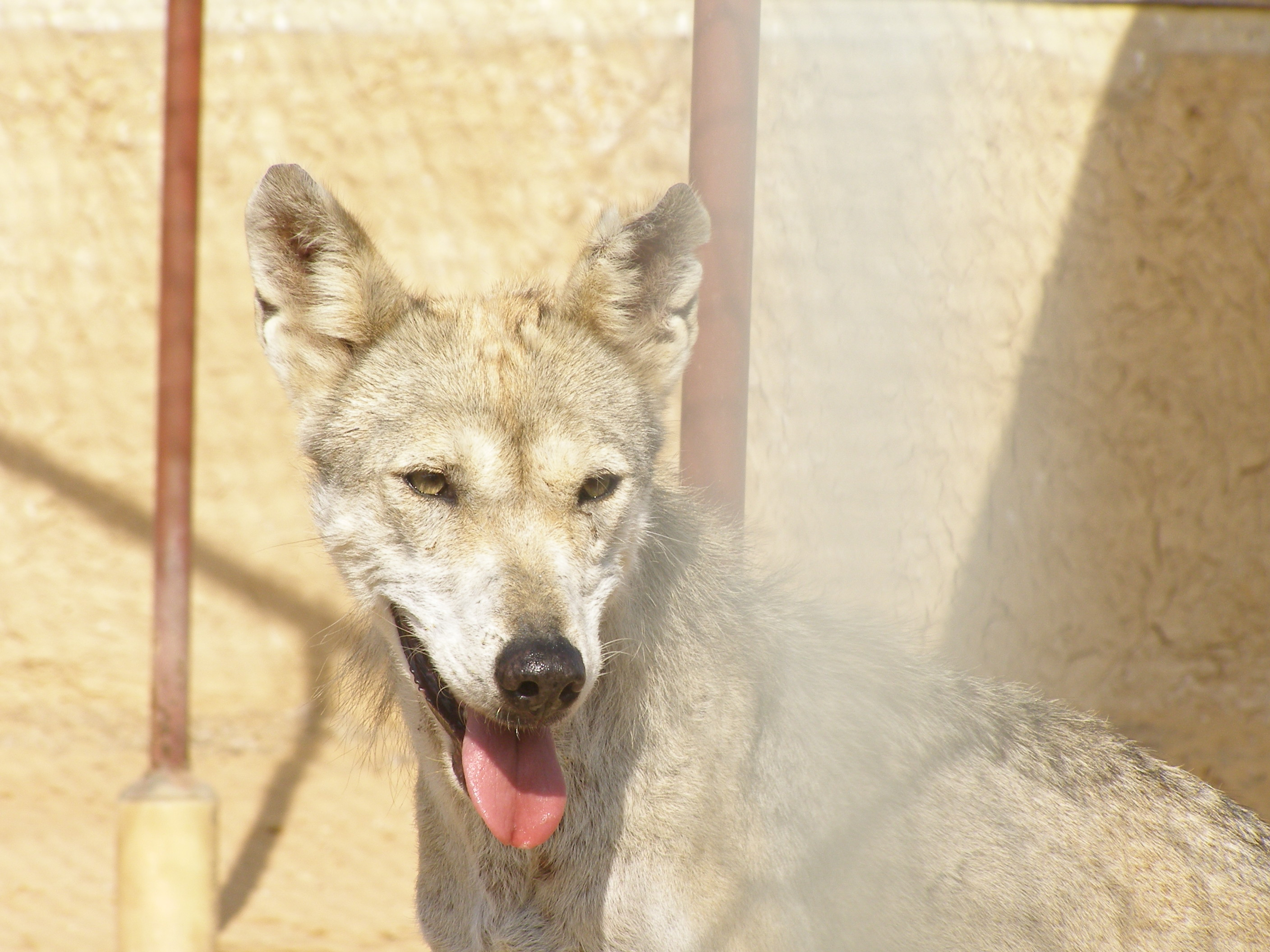
Vlk arabský, jeden z jižních poddruhů vlka obecného

### Smysly
Vlk má spíše průměrný zrak, ale výborný sluch a čich. Vlci zřejmě rozeznávají barvy, ale v podstatně menší míře než lidé. Jejich zrak je koncentrován na siluetu a pohyb objektu, barva není příliš důležitá. Vlci rozeznávají zvuky do frekvence 26 kHz. Umějí lokalizovat pohyb pod sněhovou pokrývkou či zvuky v lese na velkou vzdálenost. Čich vlků je velmi citlivý. Pomocí něj dokáží rozlišit mnoho informací – o potenciální kořisti, nebezpečí nebo "jen" o událostech, které se v místě staly.

### Schopnosti
- Rychlost běhu: 58 km/h.[14] Jiné zdroje uvádějí maximální rychlost až 64 km/h.[15] Vlk dokáže běžet rychlostí 25–50 km/h do vzdálenosti až okolo 20 km. Rychlost se samozřejmě mění v závislosti na terénu a důvodu běhu. Denně může urazit mnoho desítek a někdy i několik stovek kilometrů (zaznamenané maximum je 200 km). Průměrná rychlost pohybu, když vlk neloví nebo neprchá, je 8–10 km/h.[16][17]
- Vlci jsou velmi efektivními predátory, schopnými ulovit i velké bizoní samce o hmotnosti kolem 900 kg. Svoji kořist dokážou pronásledovat až na vzdálenost kolem 21 kilometrů.[18]

## Rozšíření
Vlci jsou velmi přizpůsobivým živočišným druhem, dokážou žít v pouštích, suchých stepích, v lesích, bažinách i v tundře.
V mnoha poddruzích obývali celou severní polokouli. Rozšíření vlka zahrnovalo celou Evropu a většinu Asie kromě tropického jihovýchodu. V Severní Americe byl rozšířen také po celém území od Aljašky až po Mexiko. Původně obýval i mnohé ostrovy, např. Velkou Británii nebo Japonsko, tam však byl většinou již vyhuben. Také na mnoha dalších místech byl vlk člověkem vyhuben.
Vlivem pronásledování a lovu, které trvaly až do nedávných let, vlk zmizel z velké části svého původního areálu, a bylo nenávratně ztraceno i mnoho poddruhů vlka.

## Poddruhy

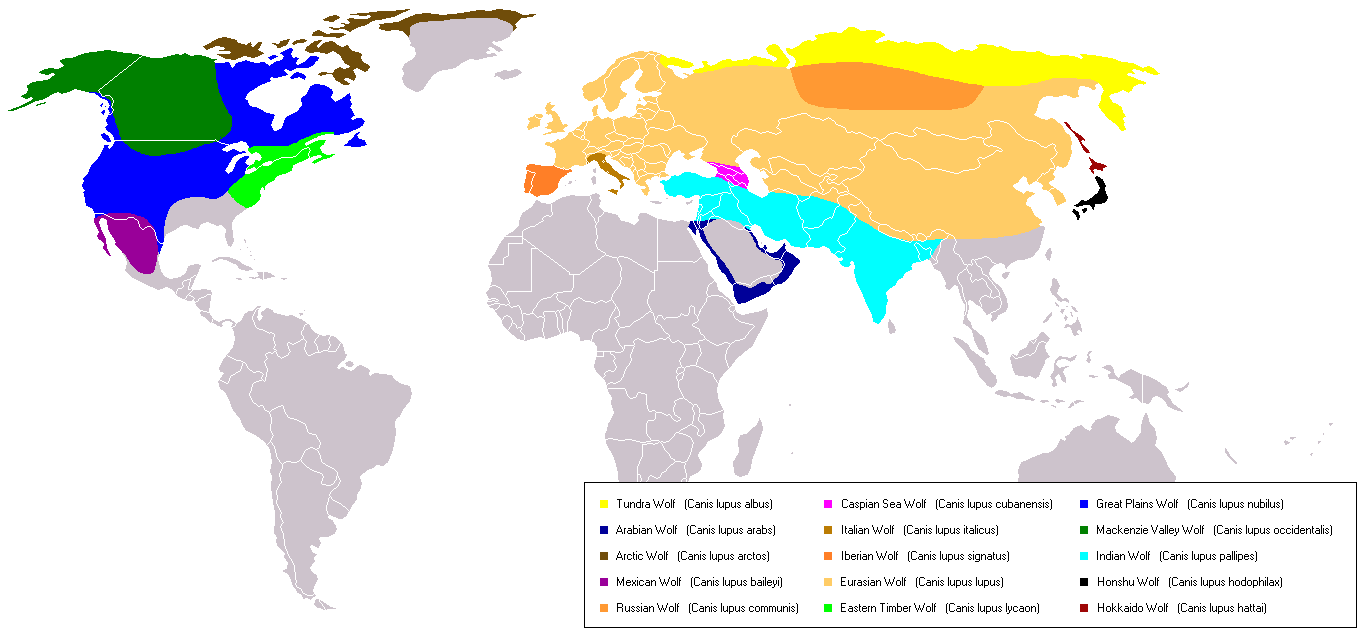
Původní areál hlavních poddruhů vlka obecného

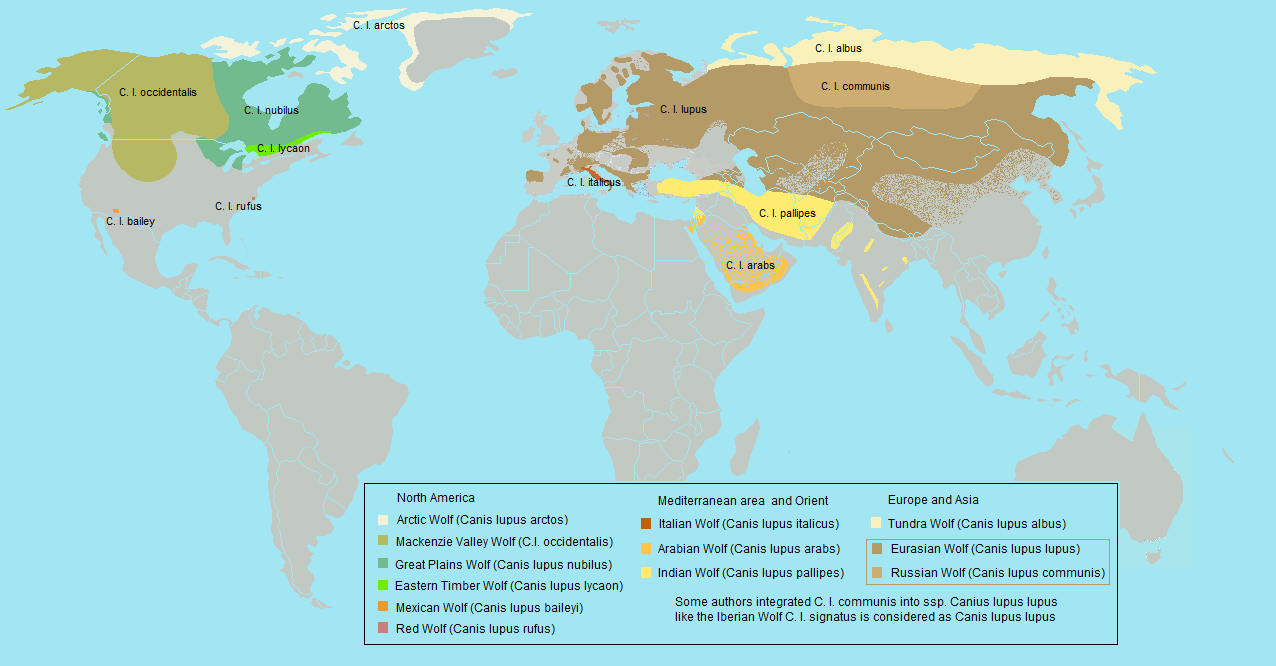
Současný areál hlavních poddruhů vlka obecného

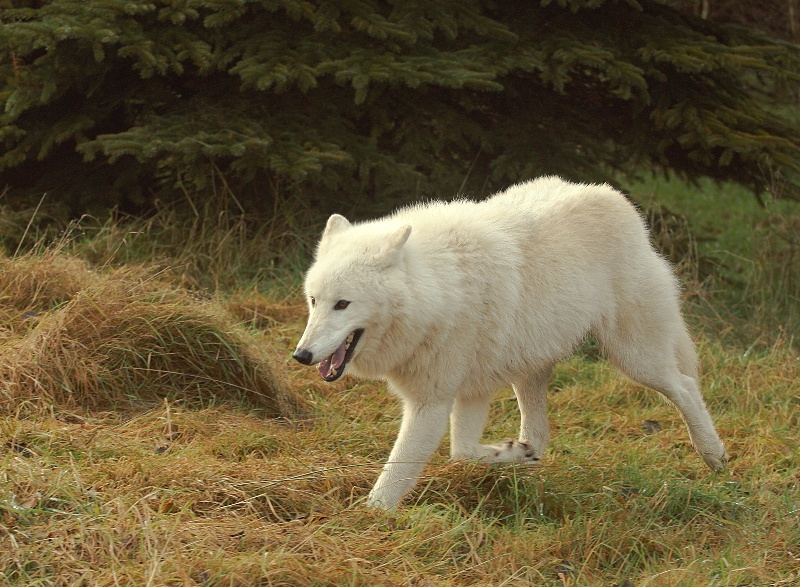
Vlk arktický

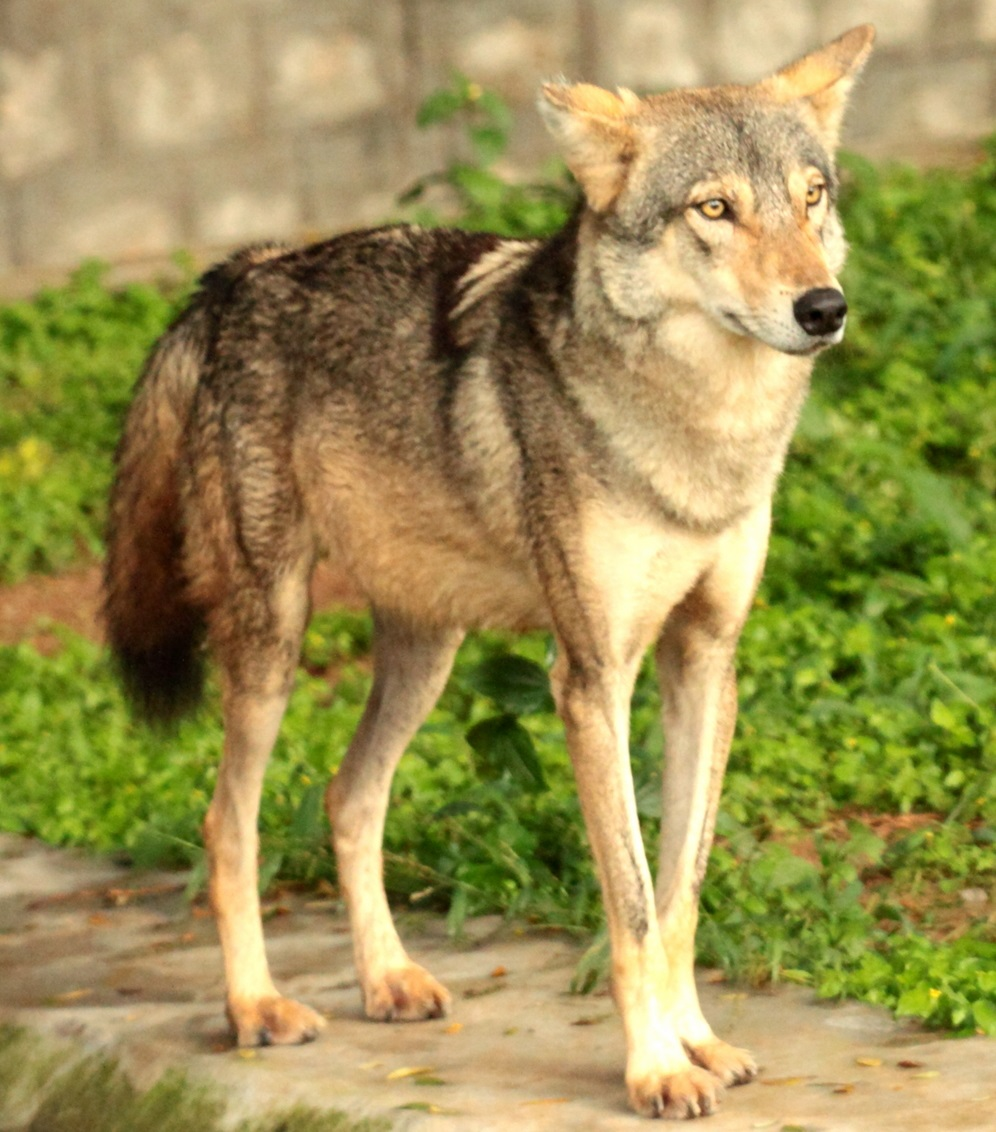
Vlk indický

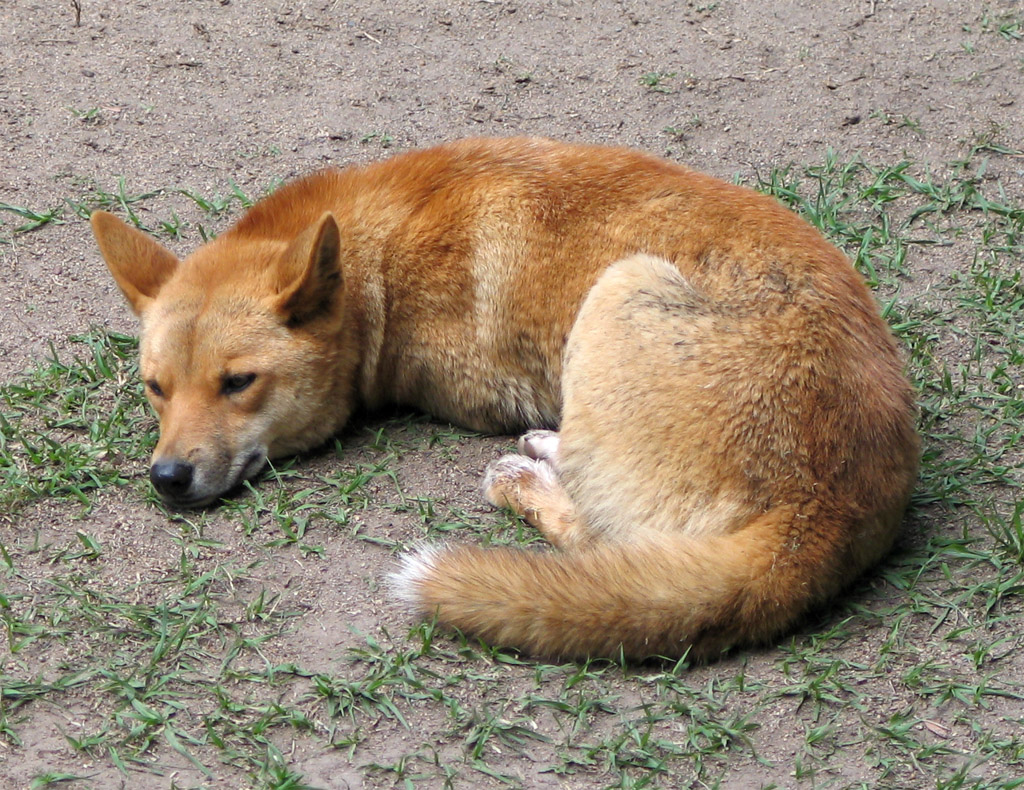
Dingo

Poddruhy vlka lze rozdělit na eurasijské, americké, psy a dingy (kteří jsou někdy považováni za samostatný druh). Poddruhy označené † jsou považovány za vyhubené.
- eurasijské poddruhy vlka
  - vlk polární (Canis lupus albus) – velký poddruh ze severu Sibiře, v zimě téměř bílý
  - vlk arabský (Canis lupus arabs) – jeden z nejmenších vlků, světle zbarven; žije v oblasti Arabského poloostrova
  - vlk stepní (Canis lupus campestris) – světlý, štíhlý vlk s krátkou srstí, ze stepí jižního Ruska a Kazachstánu
  - vlk mongolský (Canis lupus chanco) – poměrně velký vlk s dlouhou srstí, jejíž barvu sezónně mění; žije v Mongolsku a Tibetu
  - † vlk španělský (Canis lupus deitanus) – poddruh z jihu Španělska, malý s narudlou srstí; vyhubený (1. pol. 20. stol.)
  - † vlk ostrovní (Canis lupus hattai) – poddruh z ostrovů Hokkaidó a Sachalin, vyhubený (1899)
  - † vlk japonský (Canis lupus hodophilax) – nejmenší, žlutavě zbarvený poddruh vlka z ostrova Honšú, vyhubený (1905)
  - vlk eurasijský (Canis lupus lupus) – nominátní poddruh, velký, šedohnědě zbarvený, obývá Evropu a Sibiř
  - † Canis lupus minor – poddruh popsaný z Rakouska a Maďarska, vyhubený (1950)
  - vlk indický (Canis lupus pallipes) – menší, pískově zbarvený vlk, obývající Írán, Afghánistán a Indii
  - vlk iberský (Canis lupus signatus) – tmavě hnědý vlk z Pyrenejského poloostrova

- americké poddruhy vlka
  - † vlk kenajský (Canis lupus alces) – největší známý poddruh vlka z jihu Aljašky, nyní vyhubený (do 1925)
  - vlk arktický (Canis lupus arctos) – bíle zbarvený poddruh ze severu Kanady, Grónska a přilehlých ostrovů
  - vlk mexický (Canis lupus baileyi) – malý, světlý poddruh ze severu Mexika, západního Texasu a Arizony
  - † vlk novofoundlandský (Canis lupus beothucus) – velký, bílý poddruh s nápadně velkou hlavou, žijící na ostrově Newfoundland; již vyhubený (1911)
  - † Canis lupus bernardi – poddruh známý z Banksova a Viktoriina ostrova, vyhubený (1920)
  - vlk kolumbijský (Canis lupus columbianus)
  - vlk vancouverský (Canis lupus crassodon) – endemit ostrova Vancouver
  - † vlk horský (Canis lupus fuscus) – nápadně tmavý vlk obývající Kaskádové pohoří; vyhubený (1940)
  - † vlk manitobský (Canis lupus griseoalbus) – vyhubený poddruh z Manitoby a severního Saskatchewanu
  - vlk Hudsonův (Canis lupus hudsonicus) – světlý vlk z východní Kanady a okolí Hudsonova zálivu
  - Canis lupus irremotus – poddruh známý z Alberty a Wyomingu, vyhubený (1940)
  - vlk labradorský (Canis lupus labradorius) – poddruh žijící v severním Québecu a na poloostrově Labrador
  - Canis lupus ligoni – vlk žijící na Alexandrově souostroví u Aljašky
  - vlk lesní (Canis lupus lycaon) – vlk z jihovýchodní Kanady (Ontario a přilehlé části Québecu)
  - Canis lupus mackenzii – vlk z povodí řeky Mackenzie
  - Canis lupus manningi – vlk z Baffinova ostrova
  - † vlk arizonský (Canis lupus mogollonensis) – malý, tmavý poddruh z Arizony a Nového Mexika, již vyhubený (1942)
  - † vlk texaský (Canis lupus monstrabilis) – malý, tmavý poddruh z východního Texasu, již vyhubený (1942)
  - vlk prériový (Canis lupus nubilus) – poddruh ze západní Kanady a Spojených států; dříve byl takto označován jen vlk z prérií Středozápadu Spojených států a podddruh byl od roku 1926 považován za vyhubený; nové výzkumy však ukázaly, že současní vlci z Minnesoty, Wisconsinu a Michiganu patří k tomuto poddruhu
  - vlk kanadský (Canis lupus occidentalis) – bílý poddruh ze západní Kanady, možná totožný s vlkem arktickým
  - vlk grónský (Canis lupus orion) – menší, bílý vlk z východu Grónska, možná totožný s vlkem arktickým
  - vlk černý (Canis lupus pambasileus) – velký, tmavý vlk z vnitrozemí Aljašky
  - vlk polární (Canis lupus tundrarum) – bílý vlk ze severovýchodní Aljašky
  - † vlk koloradský (Canis lupus youngi) – vyhubený (1935)
- pes domácí (Canis lupus f. familiaris)
- poddruhy vlka s nejistým postavením
  - dingo (Canis lupus dingo) a dingo pralesní (Canis lupus hallstromi) – australský a novoguinejský divoký pes byli dříve považováni za poddruhy vlka, nicméně některé výzkumy je uvádějí jako samostatný druh; taxonomie proto zůstává poněkud sporná
  - † vlk mosbašský (Canis lupus mosbachensis) – poddruh známý z fosilních nálezů na území Bavorska
  - vlk egyptský (Canis lupus lupaster) – poddruh ze severní Afriky, někdy bývá pokládán za poddruh vlka, jindy za poddruh šakala obecného, může jít i o křížence

## Populace

### Stavy ve světě
V současné době žije na světě přibližně 200 000 vlků, přičemž v minulosti byla populace minimálně desetkrát větší.
Vlčí populace na Blízkém východě a v Asii nejsou chráněné místními právními předpisy a na většině míst jich ubývá. Křížení se zdivočelými psy snižuje genetickou kvalitu populace. V Rusku vlci nejsou chráněni, ale jejich stavy se podle odhadů nezmenšují a žije zde v současnosti okolo 30 000 vlků. V Kazachstánu je jich přibližně stejně, v Mongolsku mezi 10 000 a 20 000. Středoasijské republiky Kyrgyzstán, Tádžikistán, Turkmenistán a Uzbekistán poskytují životní prostor pro asi 10 000 vlků. Čína má populaci více než 12 000 jedinců. V Indii jsou chráněni, ale v současnosti zde žije jen asi 1000 kusů.
V Severní Americe žije stabilní populace v Kanadě, na Aljašce a v severních amerických státech (Yellowstonský národní park). Odhaduje se, že jde nejméně o 60 000 jedinců (minimálně 52 000 v Kanadě okolo 9 000 v USA).
Velmi malá populace vlků (řádově několik set jedinců) žije v Etiopii, Egyptě a Libyi.

### Stavy v Evropě
V západní Evropě vlk prakticky nežije. V Anglii vyhynul v roce 1486, ve Skotsku v roce 1743 a v Irsku v roce 1770. Ve Skotsku a ve Francii běží programy na jejich reintrodukci. 
Větší populace přežívají ve Skandinávii (ve Švédsku žije přibližně 270 kusů, jsou i v Norsku a Finsku), jižní Evropě (Španělsku, Itálii, Řecku), Polsku, Slovensku. 
V Německu byl poslední vlk zastřelen v roce 1904, od konce 20. století se tam však znovu objevují vlci z Polska – usadili se v saské Horní Lužici a začali se rozmnožovat. V roce 2012 žilo v částečně nevyužívaném vojenském prostoru u Rietschenu v devíti nebo deseti smečkách kolem 80 jedinců.
Ve východní Evropě a na Balkáně nejsou chráněni a jejich stavy se snižují. Na mnoha dalších místech sice chráněni jsou, ale vlivem pytláctví a ztráty přirozeného prostředí jich také ubývá. Poměrně velkou populaci má Ukrajina a Bělorusko – dohromady asi 4000 kusů – a to i přesto, že se v Bělorusku za mrtvého vlka platí poměrně vysoká částka. Vlkům se zde obzvláště daří v neosídlené zamořené zóně v okolí Černobylu. V Rumunsku žije asi 2 500 jedinců a jsou zde chráněni.
Podle nejnovější studie z roku 2025 žije dnes díky ochraně ve 34 státech Evropy nejméně 21 500 vlků, což představuje 58% nárůst za poslední desetiletí. V zemích jako je Itálie, Německo, Bulharsko, Řecko, Polsko, Španělsko a Rumunsko se nyní vyskytuje přes 1 000 jedinců. Dohromady až v 19 zemích, včetně Česka, jejich počet vzrostl. K úbytku populace došlo pouze v Bosně a Hercegovině, Černé Hoře a Severní Makedonii.

### Stavy na Slovensku
Vlci se na Slovensku vyskytovali zejména v jeho východní a střední části v lesnatých a hornatých oblastech, zejména okolo pramenů řek Ondava, Hron, Laborec a v Nízkých a Vysokých Tatrách.
Jejich počet se v roce 1960 pohyboval okolo 174 jedinců stálých a cca 100 jedinců přebíhavých z Polska a SSSR Až do roku 1975, kdy se jeho stavy snížily až na 40 kusů, byl vlk považován za škodnou a za jeho ulovení byly dokonce vypláceny státní odměny. Od roku 1975 byl vlk hájen vždy půl roku, od roku 1994 do roku 2006, byl hájen celoročně. Od roku 2006 je chráněn celoročně s výjimkou zimy, kdy je ovšem, každoročně, značná část populace ulovena. Počet vlků na Slovensku se v současnosti odhaduje na 130–410 kusů. Velký rozptyl čísla je z toho důvodu, že na Slovensku neexistuje kvalitní monitoring výskytu této šelmy. Myslivci, pro něž je vlk škodná, udávají podstatně více – až 2065.

### Stavy v Česku
Vlk obecný je v Česku chráněným druhem. Vlci žili na území Česka v hojném počtu do konce 17. století, poté jejich stav klesal kvůli lovu, až byli na přelomu 19. a 20. století zcela vyhubeni. Poslední vlk na Šumavě byl zastřelen 2. prosince 1874. Posledního vlka v Beskydech zastřelil 5. března 1914 František Jež (na místě se nachází pamětní kámen – N49°31'36.46" E18°49'06.18").
První potvrzené údaje o návratu vlků na území Česka pocházejí z roku 1994. Několik jedinců obývá Beskydy, kam přišli ze Slovenska. Jsou velmi ohroženi nelegálním odstřelem. Na stav vlků v ČR má také zásadní vliv odstřel vlka na Slovensku, který je v období od 1. listopadu do 15. ledna legální. Odhaduje se že k roku 2000 bylo v Beskydech a okolí 15–18 jedinců, do roku 2010 se však počet snížil na 10 jedinců. K roku 2013 byla odhadnuta přítomnost pouze tří vlků. Ojediněle se vlci vyskytují také v Rychlebských horách, Jeseníkách, Krkonoších a na Šluknovsku, pozorování osamělých jedinců bylo hlášeno i na Šumavě.
V dubnu 2014 byla zveřejněna zpráva, že na území národní přírodní rezervace Břehyně – Pecopala byl fotopastí zachycen jedinec vlka obecného pravděpodobně pocházející z německo-polské populace. V září téhož roku vydala AOPK ČR sérii fotografií mláděte vlka pořízenou na území CHKO Kokořínsko – Máchův kraj, což dokládá opětovné rozmnožování vlka obecného na území Česka. V roce 2014 se smečka rozrostla o tři mláďata (dohromady pět vlků ve smečce). Koncem dalšího roku se pak stav populace vlků u Máchova jezera dle ochránců zvýšil o další dvě mláďata (dohromady sedm vlků ve smečce). Z genetického výzkumu stop vlků se zjistilo, že tato populace vlka přišla z východoněmecko-polské populace. 
Na podzim 2015 byl s největší pravděpodobností nalezen trus a stopy vlka obecného také na Broumovsku. Fotopasti umístěné v této části republiky však žádné zřetelné snímky této šelmy nepořídily. Avšak bezpečně se ví, že se od roku 2016 vlk obecný na Broumovsku pohybuje, a také, že se tam rozmnožuje. Na jaře roku 2019 vedoucí správy CHKO Broumovsko Ing. Hana Heinzelová pro Český rozhlas potvrdila, že se v této oblasti pohybují zaručeně dvě vlčí smečky. Každá z nich čítá 6 až 8 jedinců.

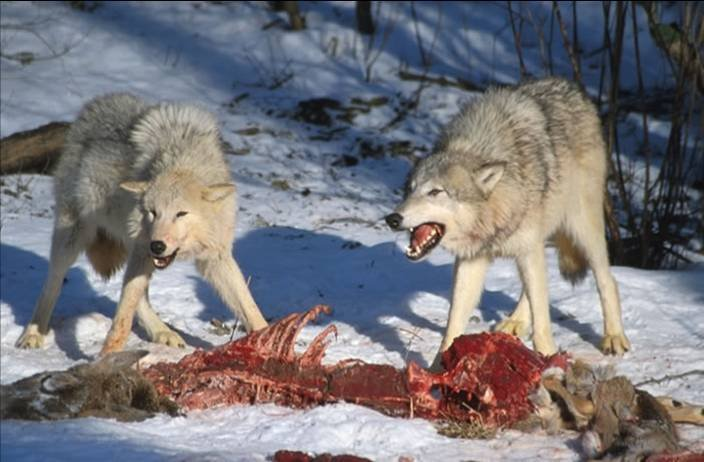
Vlci brání svou kořist

Na začátku roku 2016 ochránci zveřejnili zprávu, že se do CHKO Jeseníky po více než deseti letech navrátil vlk obecný. Jeden kus tohoto zvířete byl zachycen fotopastí jednoho tamějšího občana.
V létě 2016 byla zaznamenána existence vlčí smečky v okolí Abertam v Krušných horách.
Celková početnost vlčí populace v Česku byla k začátku roku 2019 odhadována na asi 70 jedinců. Ti žili v celkem 18 teritoriích, z nichž většina se nacházela v příhraničních oblastech. Šlo o celkem 13 smeček (každou tvořilo 4 až 6 jedinců), 3 páry a 2 teritoriální jedince.
V roce 2023 se na území Česka pohybovalo více než 100 jedinců v 22 smečkách. Podle nejnovějších odhadů ze začátku roku 2025 v Česku žije již okolo 300 vlků ve 30 až 40 smečkách. Největší populace se vyskytují v severních Čechách a na Šumavě  – v obou případech osm smeček. Vzhledem k přemnožené zvěři populace vlků pravděpodobně ještě vzroste.

## Sociální chování
Vlci jsou sociální zvířata žijící většinou v dobře organizovaných smečkách. Klasickou vlčí smečku tvoří vedoucí rodičovský „alfa“ pár, který se obvykle sdružuje na celý život, a jeho potomci, jež zaujímají „beta“ až „omega“ status. Skupina může být doplněna i o nepříbuzné jedince. Vlci „alfa“ vedou smečku, rozmnožují se a rozdělují úkoly. Vlci „beta“ jsou obvykle největší jedinci, kteří chrání smečku a „alfa“ vlky. „Gama“ a další vlci se starají především o lov, výchovu mláďat a mají za úkol „předstírat“, aby smečka vypadala početnější. Vlci „omega“ mají za úkol odvádět napětí, hasit hrozící konflikty ve smečce a hrají roli jakýchsi „šašků“. Alfa vlci v severoamerických smečkách se obvykle poznají podle nejvýraznější tmavé kresby na hlavě a hřbetu. Není neměnným pravidlem, že se rozmnožuje jen vedoucí pár. Mnohdy mívají potomky i níže postavené vlčice. Velikost smeček závisí na tom, zda je dostatek potravy. Může mít i více než 20 členů (rekord je téměř 50). Obvyklý počet je nicméně 5–11 jedinců. Například známá Lobova smečka měla 6 zvířat. Vlci však mohou žít jen v párech či osaměle a do smeček se sdružovat jen dočasně. Vlci severu tvoří kompaktnější smečky, jižněji se vyskytující vlci mají větší tendenci žít ve volněji organizovaných smečkách, v páru či osaměle. Vlčí smečky nejsou tak dobře stmelené jako smečky psů hyenovitých nebo hyen skvrnitých. Smečka je dynamickým útvarem, kde se postavení jednotlivých členů v hierarchii může obměňovat. Mladí vlci opouštějí smečku mezi 1–3 roky života, i když jsou případy, že i 5 let staří vlci zůstávali u svých rodičů. Hledají si partnery a pokoušejí se založit smečku vlastní.
Vlci jsou tolerantnější mezi sebou uvnitř smeček než psi, kteří mají strmější hierarchii. Rovněž divoce žijící vlci mají volnější, méně hierarchizované smečky a používají méně agrese než vlci v zajetí. Vlci jsou sociálnější než psi.

## Rozmnožování

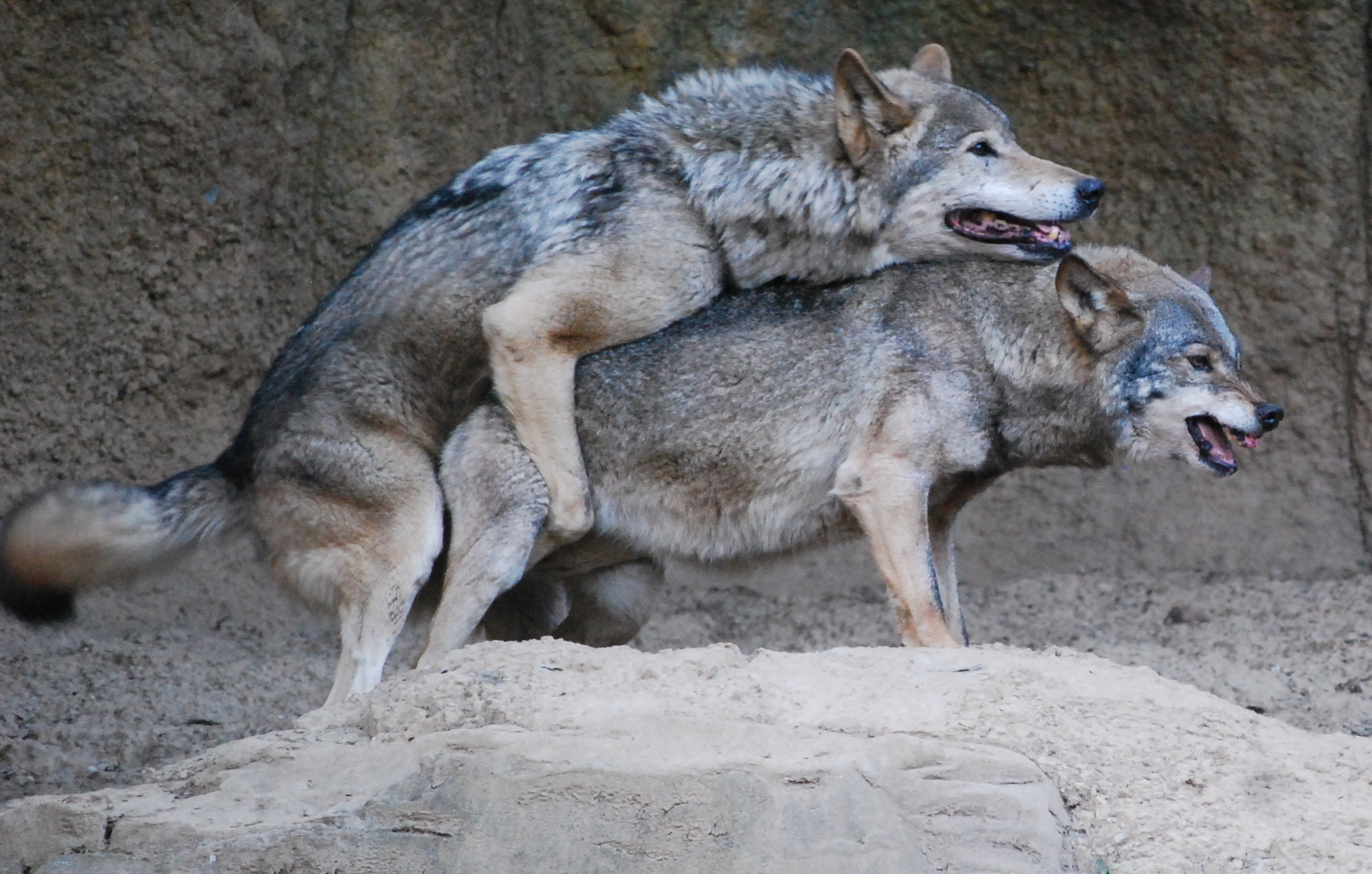
Pár při kopulaci

Vlci jsou převážně monogamní a jednotlivé páry spolu zůstávají často celý život. Pokud ale jeden z páru zahyne, druhý si brzy najde náhradu. V zajetí nebo v oblastech s vyšší populační hustotou se může vyskytnout polygamie. Vlci pohlavně dospívají ve věku dvou až tří let. V jakém věku samice zabřeznou záleží do značné míry na podmínkách (např. na dostupnosti potravy). Samice mohou porodit mláďata každý rok a k páření dochází obvykle během zimy – od prosince do února, v severních oblastech i později (do dubna). Schopny reprodukce jsou do věku 14 let.

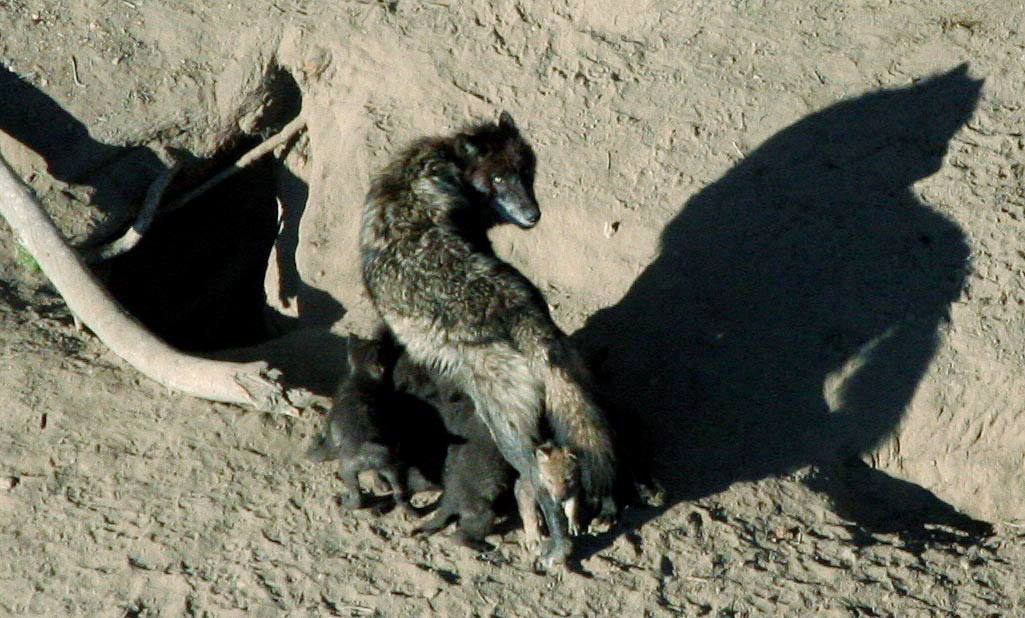
Kojící vlčice u doupěte

V období páření dochází obvykle k dočasnému rozpuštění smečky. V létě vlci vyhledávají a upravují doupata, přičemž nejčastěji využívají přírodní úkryty – jeskyně, skalní pukliny, dutiny pod vývraty stromů apod. Někdy zabírají nory po menších živočiších, jako jsou lišky, jezevci nebo svišti. Přivlastněné doupě bývá poté rozšířeno. Ve vzácných případech si vlci nory sami vyhrabávají. Doupě se obvykle nachází ne více než 500 metrů daleko od vodního zdroje a je orientováno na jih, kvůli slunečnímu svitu. Okolí doupěte slouží vlkům k odpočinku a mláďatům k hraní. V blízkosti doupěte se také povalují zbytky vlčí kořisti. Zápach z hnijící potravy pak často přitahuje mrchožrouty, jako straky nebo havrany. Ačkoli se vlci většinou vyhýbají oblastem, kde by se mohli dostat do kontaktu s člověkem, někdy je jejich doupě umístěné nedaleko domů, silnice nebo železnice. Březí samice se zdržují v doupěti ležícím mimo okrajovou zónu jejich teritoria, aby se vyhnuly možným střetům s jinými smečkami.

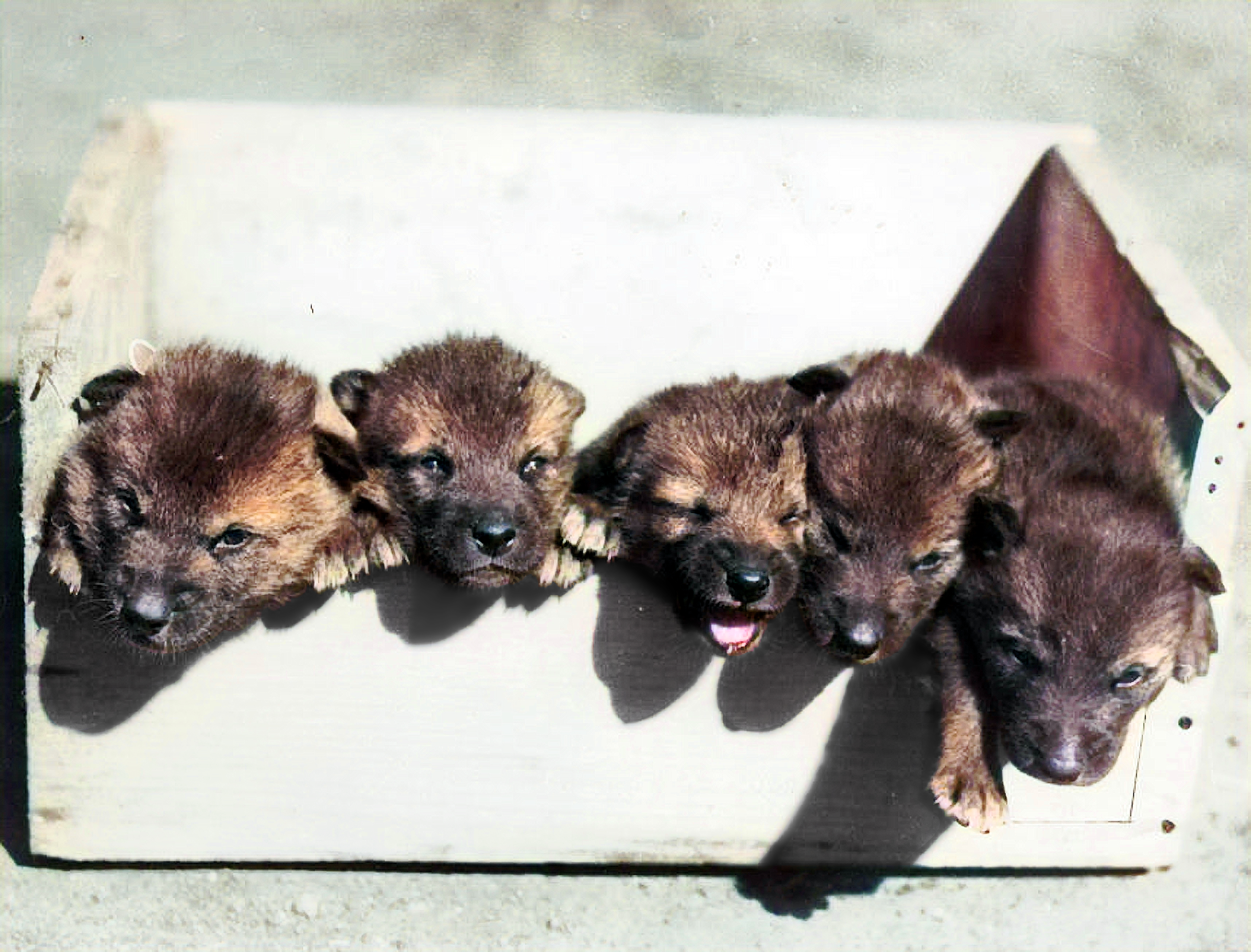
Mláďata

Samice je březí 62–75 dní. Mláďata se obvykle rodí na jaře nebo v létě. Mladší samice vrhá čtyři až pět mláďat, starší zkušenější samice jich může mít šest až osm. Mortalita mláďat se pohybuje v rozmezí 60–80 %. Vlčí mláďata se podobají štěňatům německého ovčáka. Na svět přicházejí slepá, hluchá, porostlá jemnou šedohnědou srstí a při váze 300–500 g. Vidět začínají po 9 až 12 dnech. Mléčné zuby se jim prořezávají do jednoho měsíce. Mimo doupě se mláďata poprvé odváží po třech týdnech. Ve věku jednoho a půl měsíce jsou už dostatečně mrštná na to, aby dokázala utéct před nebezpečím, například před člověkem. Matky prvních několik týdnů pouze kojí a doupě téměř neopouštějí. Spoléhají se na otce, že jim a jejich mláďatům potravu zajistí. Pevnou stravu mláďata konzumují od věku tří až čtyř týdnů. Zpočátku jsou krmena malými kousky masa vyzvraceného z žaludku rodiče, tedy částečně natrávenou potravou. Během prvních čtyř měsíců života rostou velmi rychle; hmotnost mláděte se může zvýšit téměř 30krát. Hrát si začínají asi ve věku tří týdnů a intenzivnější souboje, při kterých se formuje hierarchie, se obvykle odehrávají ve věku pěti až osmi týdnů. Ve věku tří měsíců jsou mláďata dostatečně vyspělá na to, aby mohla doprovodit dospělé na lovu velké kořisti, ale lovu jako takového se neúčastní. Aktivně lovit začínají až ve stáří sedmi nebo osmi měsíců. Vlci se mohou dožít 12 až 16 let, ale takového věku spíše v lidské péči. Divoce žijící jedinci se dožívají v průměru asi 5 až 8 let.

## Potrava

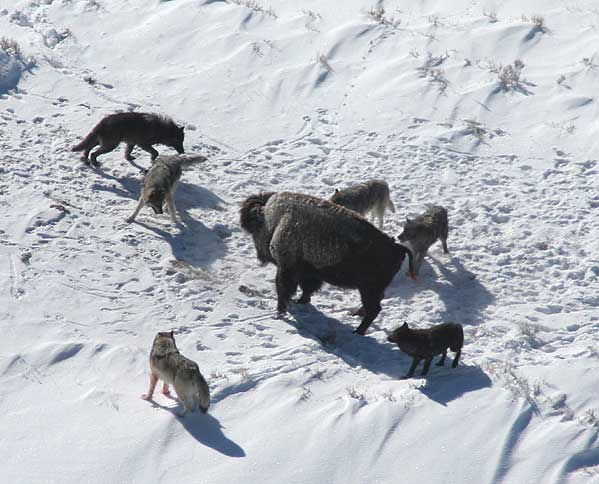
Útok vlků na bizona

Vlci jsou predátoři. Protože loví ve skupině, mohou zabíjet zvířata větší, než jsou oni sami. Živí se hlavně jeleny, losy a severoamerickými soby karibu. Hladová smečka se odváží napadnout i osamoceného bizona nebo pižmoně. V případě, že není k dispozici dostatek velkých býložravců, vlci žijí mimo smečku nebo mají odlišnou specializaci, je jejich potrava jiná. Loví srny, divoká prasata, králíky, zajíce, sviště, bobry, menší hlodavce, ryby či rozličné plazy. Na některých místech se zaměřují na vodní ptactvo a jeho vejce. Zabíjejí i konkurenční menší predátory – lišky, kuny, lasičky, jezevce, divoké psy, šakaly. Je-li nouze nepohrdnou ani hmyzem a mršinami. Občas doplní svou stravu i ovocem, například hroznovým vínem nebo jablky. V jídle jsou velmi přizpůsobiví a v lovu vynalézaví. Pokud mají šanci, tak zabíjejí i lidmi chovaný dobytek. To je jeden z důvodů, proč jsou tradičně obáváni a po staletí byli nenáviděni.
Vlk může najednou sníst zřejmě až 10 kg masa. Průměrná spotřeba jedince na den je 1,5–2 kg masa. Když je potřeba, vydrží dlouho hladovět. Nemusí žrát klidně dva týdny, aniž by je to nějak oslabilo a omezilo jejich aktivitu.

## Konkurenti a nepřátelé
Vlci dominují nad ostatními psovitými šelmami, kdekoli se vyskytují. Snaží se je likvidovat jako konkurenci, ale málokdy je následně požírají jako potravu. Vlci pronásledují lišky (ty jediné občas i žerou), šakaly, kojoty a psíky mývalovité. V Asii se občas střetávají s dhouly – ryšavými psy.
Kočkovité šelmy jsou dalšími konkurenty s nimiž se vlci snaží vypořádat. Pokud mají tu možnost, zabíjejí rysy a různé druhy divokých koček. Pokud se setká rys se samotným vlkem, nemusí nutně vyjít z případného střetnutí jako poražený. Je zaznamenán přinejmenším jeden případ, kdy rys vlka v souboji zabil. Puma je pro vlky poměrně nebezpečná. Samotný vlk před ní obvykle uteče, ale několik vlků je schopných ji přinejmenším odehnat od kořisti. Podobně je na tom vlk při setkání s levhartem či hyenou.
Medvědi a vlci si mohou navzájem zabíjet mláďata, pokud k tomu mají příležitost, ale nejde o pravidlo. Obě šelmy spolu často bojují a střety mohou trvat i několik hodin. Velcí hnědí medvědi dokáží od kořisti vlky většinou odehnat, nicméně záleží na početnosti a bojovnosti smečky. Větší smečka je občas schopná medvěda zahnat. Svou roli samozřejmě hraje i věk a kondice medvěda.
Kromě lidí jsou jedinými skutečnými nepřáteli a příležitostnými predátory vlků tygři. Na ruském dálném východě jsou zdokumentovány případy vzájemné konkurence a občasného zabití vlků tygry ussurijskými. Tygři obvykle zabité vlky nejedí. Je pravděpodobné, že vzácně zabije vlka i tygr bengálský.

## Vlci a lidé

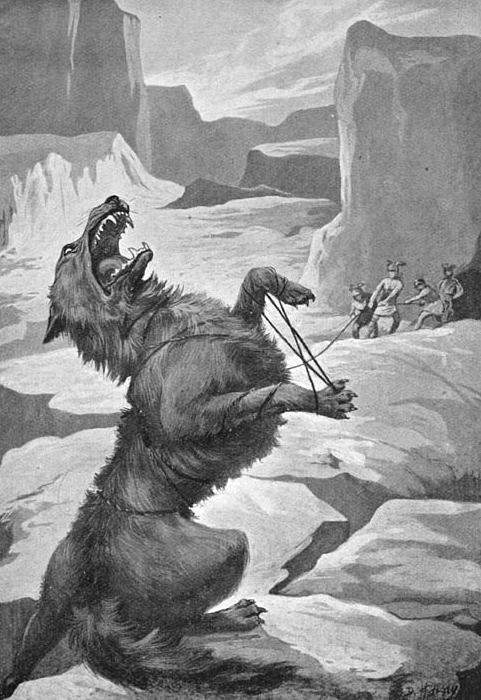
Svazování Fenrira

### Vlci v mytologii
Vlci mají prominentní postavení v mytologii, folkloru a obecně v lidské kultuře. V severské a japonské mytologii byli portrétováni jako bytosti s božskými vlastnostmi. V Japonsku rolníci uctívali vlky ve svatyních, nechávali obětiny u vlčích doupat a žádali je, aby ochránili jejich úrodu před jeleny a divokými prasaty. Vlk Fenrir byl podle severské mytologie synem boha Lokiho. V severské mytologii pronásleduje vlk Skoll zapadající Slunce, jeho bratr Hati Měsíc. Také další eurasijská etnika spojovala vlky se Sluncem. Staří Řekové a později Římané připisovali slunečnímu bohu Apollónovi vlky jako jeden z jeho atributů.
V zoroastrické filozofii mají vlci podobu zlých a krutých bytostí. V bibli se vlk objevuje celkem třináctkrát jako symbol chamtivosti a ničitelství, výjimečně je přirovnání k vlku myšleno pozitivně (bojovný kmen Benjamín). V pohádkách a lidových zkazkách Slovanů hrají vlci nezastupitelnou, i když převážně zápornou roli. Známá je jejich úloha v Červené karkulce a zkazkách o neposlušných kůzlátkách či třech malých prasátkách. Naopak v některých ruských pohádkách vlk hrdinovi pomáhá. Známé jsou i pověsti o lidech, zakletých do podoby vlka, jako je např. francouzská legenda o Bisclavretovi. Naproti tomu v Ezopových či La Fontainových bajkách vystupuje vlk jako hloupé, zlé a nenasytné zvíře, které je často přelstěno liškou nebo jiným zvířetem.
V některých kulturách hrají vlci důležitou roli v mýtech stvoření. V římské mytologii odkojí vlčice (proslavená sochou kapitolská vlčice) budoucí zakladatele města Říma Romula a Rema. V turecké, mongolské a ainuské mytologii jsou vlci považováni za předky lidské rasy. Rovněž Čečenci a Ingušové si vyprávějí příběhy o vlčí matce lidských rodů. V mnoha příbězích Kazachů, Kyrgyzů a Altajců vystupuje vlčice jako ochránkyně válečníka, která mu pomůže zvítězit nad nepřáteli, získat bohatství a nakonec se stává jeho ženou. Podobné příběhy o vlčici, která se stala ženou člověka a přinesla mu štěstí, bohatství a magické schopnosti, jsou rozšířeny i mezi Inuity.
Vlci jsou dáváni do souvislosti s čarodějnictvím jak v evropských tak indiánských kulturách.
Tanainaové (Dena'inaové) a další indiánské kmeny z Aljašky, věří, že vlci byli dříve lidé a považují je za své bratry. Podobný názor mají také Kutenajové ze Skalistých hor. Podle mýtu stvoření kmene Póný se vlk stal první bytostí, která zakusila smrt, u některých klanů Pónyů byl vlk zároveň uctíván jako totemové zvíře. Nutkové z ostrova Vancouver a Britské Kolumbie nosili při obřadech vlčí masky a věřili, že se jejich medicinmani dokáží proměnit ve vlky. Irokézové tvrdí, že vlk je ze všech zvířat nejbližší člověku, zejména pro svůj rodinný život, podobný indiánskému klanovému systému. Pro Lakoty, Šajeny a jiné prérijní indiány byl vlk symbolem zvěda, někdy se zvědové přímo označovali jako vlci. Indiánský piktogram pro zvěda je znázorněn jako člověk s vlčí hlavou. Důležitou úlohu hrají vlci také v sibiřském šamanismu, například u Jukagirů či Altajců byl vlk často ochranným duchem (zvířecí matkou) šamana. Domorodí Sibiřané vlka spojovali s nebeským světem, válečnictím, lovem, větrem nebo bouří.

### Vlkodlaci
S vlky souvisí i představy o vlkodlacích, rozšířené v celé Evropě: u Slovanů, Rumunů, Germánů, Baltů, Keltů i Ugrofinů.
Nejstarší zmínky o vlkodlacích pocházejí z antiky. Již Hérodotos v 5. stol. př. n. l. psal o skythském kmeni Neurů, jehož příslušníci se v noci měnili ve vlky. Podle Ovidiových Proměn byl ve vlka proměněn arkádský král Lykaón poté, co se dopustil kanibalismu. O vlkodlaku se zmiňuje i římský spisovatel Petronius v románu Satyricon.
Pro Balty (staré Litevce, Lotyše a Prusy) nebyl vlkodlak negativní bytostí. Mohl pomáhat člověku, který ho nakrmil. Podle Baltů se lidé mohli proměnit ve vlkodlaka tak, že za úplňku prolezli mezi kořeny určitých stromů. U Germánů byli známi ulfhetmar, bojovníci ve vlčí kůži, kteří v bojovém šílenství projevovali vlčí zuřivost. Byli obdobou známějších berserkrů, asociovaných s medvědem. Podobné představy měli vlčí bojovníci u starých Maďarů v předkřesťanském období, ale ještě za vlády Matyáše Korvína používali maďarští bojovníci při útoku bojový pokřik farkas (vlk). U Slovanů a Rumunů byl vlkodlak pokládán za nemrtvou bytost, škodící lidem. Nejstarší zmínka o vlkodlacích ve slovanském prostředí se nachází ve Slově o pluku Igorově ze 12. stol. a týká se knížete Vseslava, který se v noci měnil ve vlka. V severní Itálii existovala v 15. stol. sekta benandantů, jejíž příslušníci se údajně měnili ve vlky a bojovali proti čarodějnicím. Podobné představy měli i Slovinci, podle nichž se někteří lidé zvaní krsnik měnili v bílé vlky, aby bojovali proti upírům a čarodějům. Jedna rumunská pověst vypráví o vzniku vlkodlaků toto: Vlad III. Tepes na jednom válečném tažení zničil i jeden z klášterů a všechny lidi v něm ukryté nechal povraždit. Opat ho za to před smrtí proklel. Když se o tři dny později Dracula změněný na upíra poprvé napil lidské krve, vstali prý lidé v klášteře z mrtvých a stali se vlkodlaky, neúnavně bojujícími proti upírům. Za vlkodlaka byl někdy pokládán i Draculův úhlavní nepřítel, uherský vojevůdce János Hunyadi.
V době čarodějnických procesů v 15.–17. stol. byli především na území Francie, Německa a Švýcarska mnozí lidé souzeni a popraveni jako údajní vlkodlaci. Jedním z nich byl např. Peter Stumpp. Na českém venkově bývali z lykantropie a spolčování s vlky podezříváni obecní pastýři. Pastýři používali magické prostředky na ochranu ovcí a dalších zvířat před vlky (vlk měl být oslovován jako "kmotr Štěpán", obětovalo se mu nejslabší jehně ze stáda), tvrdilo se, že umí s vlky komunikovat nebo se v ně proměňují.
Od 19. století se vlkodlaci vedle duchů a upírů stali nejčastějšími hrdiny knižních a později i filmových hororů.

### Vlci v literatuře a umění
Vlci se objevují v obrovském množství povídek, románů, filmů, divadelních her a písní. Například v díle britského spisovatele Rudyarda Kiplinga Knihy džunglí hraje vlčí smečka vedená samcem Akélou zásadní úlohu při výchově lidského chlapce Mauglího, jehož zachrání před tygrem Šer Chánem. Kladnou roli hraje vlk i ve fantasy sérii Letopisy z hlubin věků britské autorky Michelle Paverové, kde figuruje v roli zvířecího dvojníka hlavního hrdiny Toraka.

#### Vlk ve frazeologii
Vlci jsou zmíněni v mnoha známých přirovnáních, citátech a příslovích, často antického či biblického původu, i když obvykle v negativní roli. Například: „Mám hlad jako vlk“; „My o vlku a vlk za humny“; „Kdo chce s vlky žíti, musí s nimi výti“; „Je to vlk v rouše beránčím“; „Člověk člověku vlkem“, "Co vlk zchvátí, nerad vrátí", "S lidmi po lidsku, s vlky po vlčím", "Tak dlouho vlk ovce vláčí, až ho odvlečou", "Vlka živí nohy". S vlkem jsou v češtině spojeny i různé idiomy, např. "chytit vlka", "mořský vlk", "vlčí mlha", "vlčí mák", "vlčí bob" a mnoho dalších.

#### Vlk v lexikologii
Od názvu vlka je odvozeno mnoho vlastních jmen, zejména germánského původu, např. Wolfgang, Wolfhart, Ranulf, Adolf, Rudolf, Isengrim, ale také jihoslovanská jména Vuk, Vukan či Vukašin nebo staročeské Vlkoš.

### Útoky na dobytek a psy
Útoky na dobytek představují zřejmě hlavní důvod, proč vlk byl a na mnoha místech stále je lidmi pronásledován. Zatím se nenašel jiný dostatečně účinný způsob, jak tomu zabránit, než zabíjení vlků. Avšak přítomnost lidí a psů dokáže útokům většinou předejít. Vlci napadají chovná domácí zvířata především kvůli nedostatku jejich přirozené divoce žijící kořisti. Nicméně, když zjistí, že zabít dobytek je podstatně snazší, než nahánět divokou zvěř, mohou se na tuto kořist začít specializovat. Jejich obětí se mohou stát koně, skot, krocani, domestikovaní sobi a především ovce a kozy. Mnohé státy chovatelům hradí škody vlky způsobené.
Vlci napadají psy ze tří hlavních důvodů: potírají je jako předpokládanou potravní konkurenci, jako obránce své kořisti (dobytek) a někde je to pro ně zdroj potravy. Umí zabít i velká psí plemena. Důvodem jsou jejich relativně mohutnější čelisti a „zákeřnější“ způsob boje. Lépe spolupracují ve smečce a útočí i na nohy a hřbet, na rozdíl od většiny psů, kteří se snaží zakousnout výhradně do krku a hlavy. Vlci dokáží vlákat psy do pasti, kdy například jeden „pronásledovaný“ vlk nažene psa k ostatním. Někteří psi chránící dobytek dostávají od lidí „protivlčí“ obojky, nicméně vlci se umějí naučit zabít i takto vybavené psy. Pro boj s vlky byla již od starověku používána obzvláště velká a statná psí plemena, jako je vlkodav nebo mastif. Přes výše řečené, dokáží velcí ovčáčtí psi většinou vlky odradit od útoků na dobytek, neboť snadnou kořist mění na rizikovou.

### Útoky na lidi
Vlci nejsou pro lidi nebezpeční, pokud jsou alespoň zčásti splněny tyto podmínky: je jich relativně málo, mají dostatek kořisti, nedostávají se do častého kontaktu s lidmi, jsou v malém množství loveni a nejsou nakaženi vzteklinou. Nicméně nastanou i situace, kdy se vlk stává pro člověka hrozbou. Záznamy o útocích vlků existují z většiny míst, kde se tato zvířata vyskytují nebo vyskytovala. Naprostá většina útoků neovlivněných vzteklinou směřovala a směřuje na děti (z 90 % na osoby mladší 18 let), velmi málo na ženy a zcela vzácně jsou oběťmi i dospělí muži.
Útokům a jejich příčinám se dlouhodobě věnuje například Norský institut pro výzkum přírody (Norwegian Institute for Nature Research). V jedné z posledních studií odborníci zkoumali celkem 489 zdokumentovaných případů útoků na člověka mezi lety 2002 až 2020 získaných ze všech oblastí výskytu vlka obecného. Z oněch 489 případů pouze 26 útoků skončilo smrtí člověka. Souvislost se vzteklinou byla zjištěna v téměř 80% případů – prokázala se u 380 útoků, z nichž 14 bylo smrtelných. Další skupinu útoků vědci označují jako predační – stanoveno bylo celkem 67 takových napadení, z nichž 9 vedlo k úmrtí oběti. Poslední kategorií jsou obranné či vyprovokované útoky – takových případů bylo popsáno 42, z nichž 3 skončily smrtí člověka. Nutnou podotknout, že konkrétně v Evropě (kde žije asi 15 až 17 tisíc vlků – údaj nezahrnuje populace vlků v Rusku, Bělorusku a na Ukrajině) a Severní Americe (kde žije asi 60 tisíc vlků) bylo za 18 let zaznamenáno souhrnně jen 12 útoků na člověka, z toho dva 2 – a pouze v Severní Americe – byly smrtelné.

#### Vzorce útoků

##### Útoky zapříčiněné vzteklinou
Vlci nebývají zdrojem vztekliny, ale mohou se jí nakazit od jiných psovitých šelem. Stávají se poté velmi agresivními a mohou pokousat mnoho obětí. Například v roce 1973 v Indii pokousal jeden vzteklý vlk za 12 hodin dvanáct lidí, dvě prasata, tři býky a jednoho psa. Proběhl při tom šesti vesnicemi a urazil nejméně 23 km. Až do zavedení očkování, bylo pokousání téměř vždy smrtelné a i dnes může být velmi nebezpečné. V Evropě a Severní Americe se v současnosti vzteklí vlci vyskytují jen zcela výjimečně, ale například na Středním východě je zaznamenáno každoročně minimálně několik případů. Útoky vzteklinou nakažených zvířat se vyznačují tím, že probíhají jen jeden či dva dny (nakažené zvíře poměrně brzy uhyne), oběti nejsou nikdy konzumovány a pokousaných může být dosti velké množství.

##### Vyprovokované útoky (obranné)
Mezi vyprovokované útoky můžeme zařadit situace, při nichž se vlk pouze brání, protože ho (případně jeho mláďata nebo smečku) člověk ohrožoval, obtěžoval nebo vyrušil. V takových případech útočící vlk není motivován např. hladem, ale strachem či hněvem a potřebou utéct (pokud mu člověk stojí v cestě) nebo nepřítele odehnat. Ačkoli takové útoky mohou být i životu nebezpečné, obvykle vlk pohrozí jedním varovným kousnutím do končetin.
Příklady:
- vlk lovící ovce, který je vyrušen pastýřem bránícím své stádo;
- vlk v zajetí útočící na agresivního chovatele;
- vlčice útočící na turistu, který se přiblížil k jejím mláďatům;
- útok na lovce, který vlka pronásleduje;
- pokousaný fotograf, návštěvník národního parku nebo terénní biolog, který se dostal příliš blízko k vlkovi.

##### Nevyprovokované útoky (predační či agonistické)
Mezi nevyprovokované útoky lze zařadit situace, při nichž se vlk chová jako predátor. Motivací nevyprovokovaných útoků je tedy zejména hlad. V některých z těchto případů může opatrný vlk zahájit průzkumné útoky, aby otestoval oběť, zdali je vhodnou a bezpečnou kořistí. Na základě toho může pak vlk útok přerušit a nechat se přesvědčit, aby hledal potravu jinde (tj., že člověk není vhodnou a snadnou potravou). Někteří odborníci proto doporučují, aby člověk na blížícího se vlka například zakřičel, případně po něm hodil nějaký předmět, čehož by se měl zaleknout a poté se od člověka vzdálit. Útěk se naopak nedoporučuje. Nicméně při odhodlanějších predačních útocích mohou být oběti opakovaně kousnuty do hlavy a obličeje a nakonec odvlečeny a zkonzumovány.
 

K nevyprovokovaným útokům lze také zařadit útoky agonistické, které nejsou motivovány přímo hladem nebo strachem, ale spíše agresí, při nichž je cílem odstranit konkurenta, nebo ho vyhnat z území či od zdroje potravy. Stejně jako u predačních útoků mohou i tyto začít průzkumem či testováním zranitelnosti či bojeschopnosti oběti. Pokud agonistický útok skončí smrtí člověka, vlk si, na rozdíl od predačního útoku, těla oběti obvykle dále nevšímá, alespoň po určitou dobu.

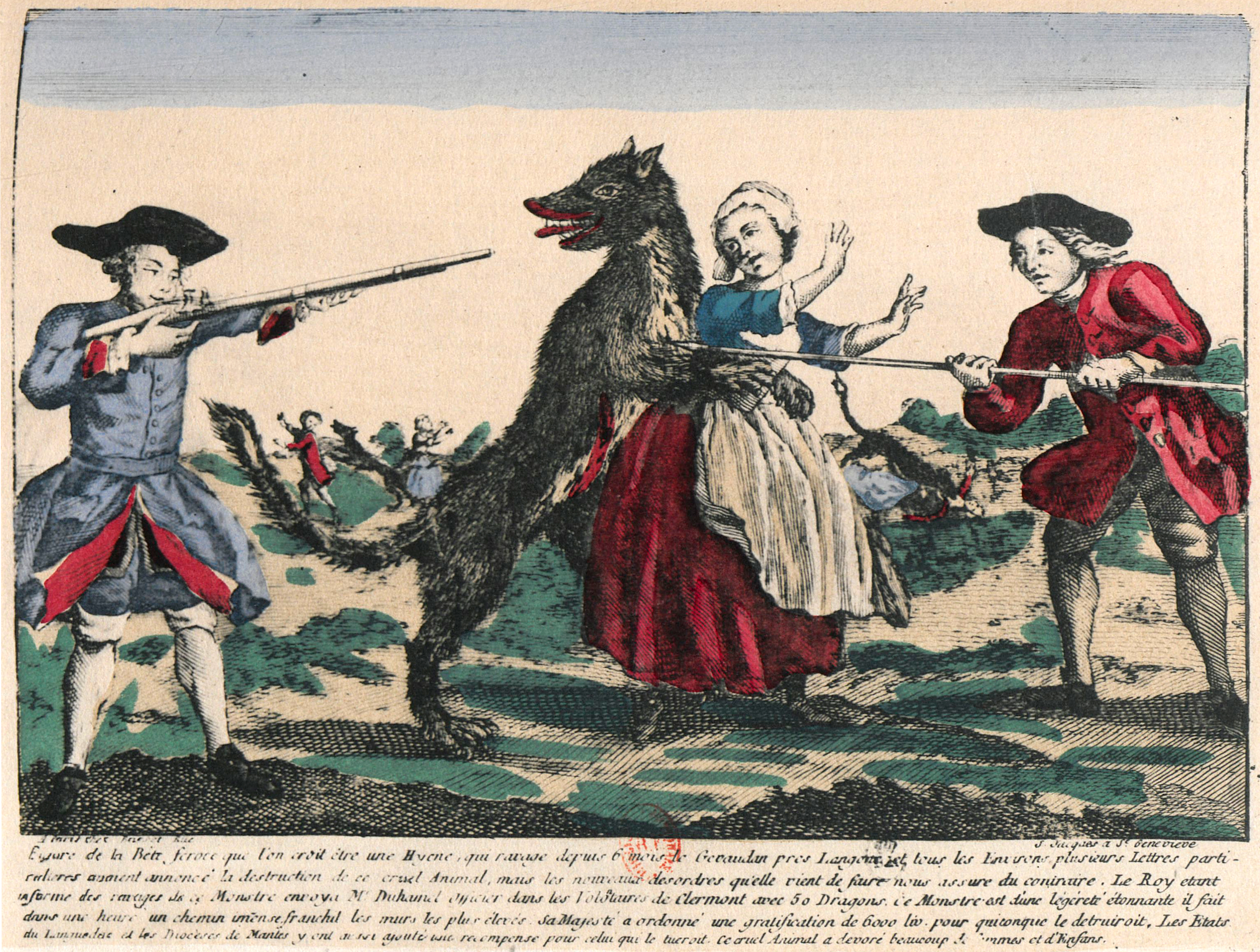
Malba z 18. století zobrazující útok tzv. gévaudanské bestie, což byl s největší pravděpodobností obrovský vlk nebo kříženec vlka

#### Evropa a Rusko
V historických záznamech z různých států Evropy jsou doloženy tisíce případů útoků vlků na lidi. V zimě roku 1450 zabila přímo v Paříži smečka vedená samcem jménem Courtaud asi 40 lidí. V celé Francii, která byla na vlčí útoky „nejbohatší“, bylo mezi léty 1580–1830 3 069 lidí zabito vlky, z toho 1 857 ne kvůli vzteklině. Asi nejznámějším řáděním „vlka“ (jestli šlo skutečně o vlka, není dodnes zcela jasné) v Evropě se staly útoky tzv. gévaudanské bestie v letech 1764–1767, jež si v jižní Francii vyžádaly asi 113 životů.
V údolí řeky Pád v Itálii je mezi 15. a 19. stoletím uváděno 440 mrtvých v důsledku útoků vlků. Ve Skandinávii přišlo v 16.–19. století o život 92 dětí mladších 12 let. V carském Rusku bylo v letech 1840–1861 zabito 169 dětí a 7 dospělých a jen v roce 1871 bylo zabito dalších 161 lidí. V následujících letech zemřely v Rusku další stovky lidí. Útoky vlků sílily během válečných konfliktů nebo epidemií. Během 1. světové války v zimě 1916/1917 napadalo na východní frontě velké množství vlků v důsledku zoufalého nedostatku jiné potravy ruské a německé vojáky. V letech 1944–1954 v Kirovské oblasti SSSR zardousili vlci 22 dětí starých 3–17 let a několik dalších zranili. V současnosti jsou vlčí útoky v Evropě velmi vzácné. V západní a střední Evropě k nim nedochází téměř vůbec, v ostatních částech výjimečně.

#### Asie
V Asii byly a na některých místech stále jsou útoky vlků relativně běžné. Je to dané početností a životním stylem lidské populace, rozlehlostí území a dřívějším poměrně hojným rozšířením vlků na území tohoto kontinentu. Například v polovině 18. století došlo k několika útokům vzteklých vlků v Japonsku, následkem čehož byla smrt nejméně 10 lidí. Největší množství vlčích útoků je zaznamenáno v Indii. Důvodů existuje několik – subkontinent je hustě zalidněn s mnoha lidmi žijícími na venkově, byla zde početná vlčí populace a přispělo k tomu i to, že podle hinduistické tradice by prolití vlčí krve znamenalo neúrodu a tak ani lidožraví vlci někdy nebyli pronásledováni. Výsledkem této kombinace bylo, že jen v letech 1875 a 1878 zde zardousili lidožraví vlci 721 a 624 lidí. V letech 1993–1997 zabili vlci v indických státech Bihár a Uttarpradéš dohromady okolo 120 dětí. Není však jisté, zda se ve všech případech jednalo o vlky obecné, v některých případech mohl být útočníkem také dhoul, označovaný dříve jako vlk rudý. Na Středním a Blízkém východě jsou útoky také poměrně časté avšak s nesrovnatelně menším počtem obětí než je tomu v Indii. Nicméně mnohdy chybějí data, tudíž mnoho případů zřejmě zůstává nepodchyceno. Naprostá většina incidentů z této oblasti jde na vrub vzteklině. Podle dostupných informací bylo v rekordním roce 1996 pokousáno vzteklými vlky jen v Íránu 329 lidí. Írán byl prvním státem, kde zavedla Světová zdravotnická organizace (WHO) v roce 1955 novou metodu ošetřování nakažených vzteklinou, čímž se výrazně snížila úmrtnost. V Afghánistánu poranil vzteklý vlk v roce 1971 18 rolníků spících na poli – všichni později zemřeli.

#### Severní Amerika
V Kanadě a USA jsou útoky vlků vzácné, ale velmi dobře zdokumentované. Ve 20. století došlo jen k několika desítkám útoků a incidentů a smrtí člověka skončilo velmi málo z nich. Mnoho z těchto případů bylo způsobeno tím, že vlci původně napadli psy, kteří lidi doprovázeli. Z 19. století je známo několik incidentů, kdy vzteklí vlci pokousali lidi, kteří následně zemřeli. Počty obětí byly v porovnání s jinými místy světa malé.

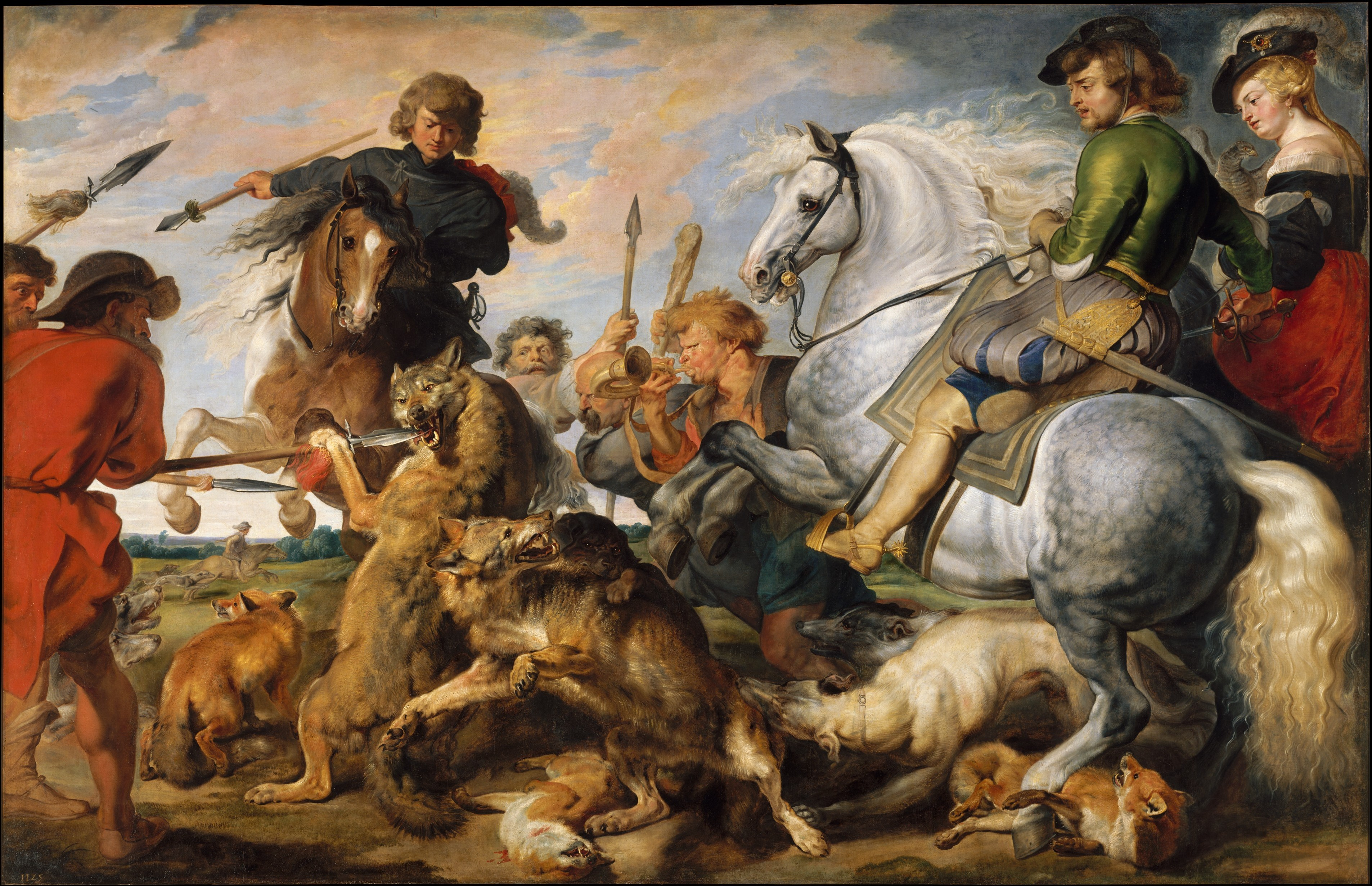
Petr Pavel Rubens – Lov na vlka a lišku

### Lov vlků
Lidé loví vlky přinejmenším od doby vzniku zemědělství a domestikace dobytka. Není to však jen kvůli ochraně dobytka, ale i ze sportu a dobrodružství, zisku trofeje, „ochraně“ volně žijící zvěře[zdroj?] a v neposlední řadě kvůli bezpečí lidí.[zdroj?] Lov na vlky je velmi obtížný, neboť jsou to chytrá, přizpůsobivá, vytrvalá a nebezpečná zvířata. V minulosti bylo používáno mnoho způsobů, jak je zabít. Velmi účinnou metodou bylo vyhledávání jejich doupat a zabíjení malých vlčat. Pokud se k lovu používali psi, ukázala se nejlepší kombinace chrtů, bloodhoundů (či jiných velkých a silných plemen) a foxhoundů. Metody tichého pronásledování, přepadů ze zálohy či stopování se příliš neosvědčily kvůli vlčí opatrnosti a vynikajícímu sluchu. Používání strychninem otrávených návnad se dříve také praktikovalo, ale upustilo se od něj, neboť zabíjí mnoho dalších druhů zvířat a vlci (či kojoti) jsou schopni se naučit jed v návnadě rozpoznat. Navíc jed znehodnocuje kožešinu. Jed je účinný především vůči mláďatům a mladým nezkušeným jedincům. Nášlapné pasti jsou efektivní tehdy, pokud na nich neulpí lidský pach. Americké indiánské kmeny upřednostňovaly padací pasti. Co se různých nástrah týče, velmi záleží na schopnostech vlčího jedince past odhalit a vyhnout se jí. Mistrem ve vyhýbání se nástrahám všeho druhu byl samec Lobo, jehož se koncem 19. století pokoušel lovit Ernest Thompson Seton. Lovecké skrýše a posedy dokáží být účinné, ale nepoužívají se příliš často, neboť tato metoda je extrémně náročná na čas a trpělivost. V Rusku je populární nahnat vlky na určité území pomocí kolíků a provazů natažených asi metr nad zemí a ověšených různobarevnými látkami. Většina vlků se těchto ohradníků bojí a neproběhne jimi. Je možné, že to má souvislost s lidským pachem, který na látkách ulpěl. Někteří lovci lákají vlky na vytí, což může být účinné hlavně v době páření. V Kazachstánu a Mongolsku se používali k lovu na vlky orli. Tato metoda je však již velmi vzácná, neboť zkušených sokolníků ubývá. Moderní účinnou a velmi kontroverzní metodou je střílení těchto šelem z vrtulníků a letadel. V těchto případech mají vlci šanci uniknout pouze v zalesněném nebo členitém terénu.
Období nejintenzivnějšího lovu vlků je možno ohraničit zhruba léty 1850–1970. V tomto období museli vlci čelit všem nejmodernějším vymoženostem lidské likvidační technologie – ocelovým pastem, jedům, opakovacím puškám a poté i letadlům či vrtulníkům. Z lovu vlků se stal v podstatě sport a zábava. Výsledkem byly stovky tisíc zabitých vlků především v USA a Rusku (SSSR). Na mnoha místech světa byl vlk vyhuben a několik poddruhů nenávratně ztraceno.
Přestože vlci byli pronásledováni takřka všude a v současné době jsou na mnoha místech stále loveni, daří se jim stále přežívat. Je to jedna z ukázek jejich výjimečných schopností. Výše uvedené důvody, proč tyto šelmy lovit, jsou však velmi diskutabilní. Například tvrzení, že se tím údajně chrání populace jelenů a další vlčí kořisti, kterou údajně vlci decimují, bylo již dávno vyvráceno.[zdroj?]

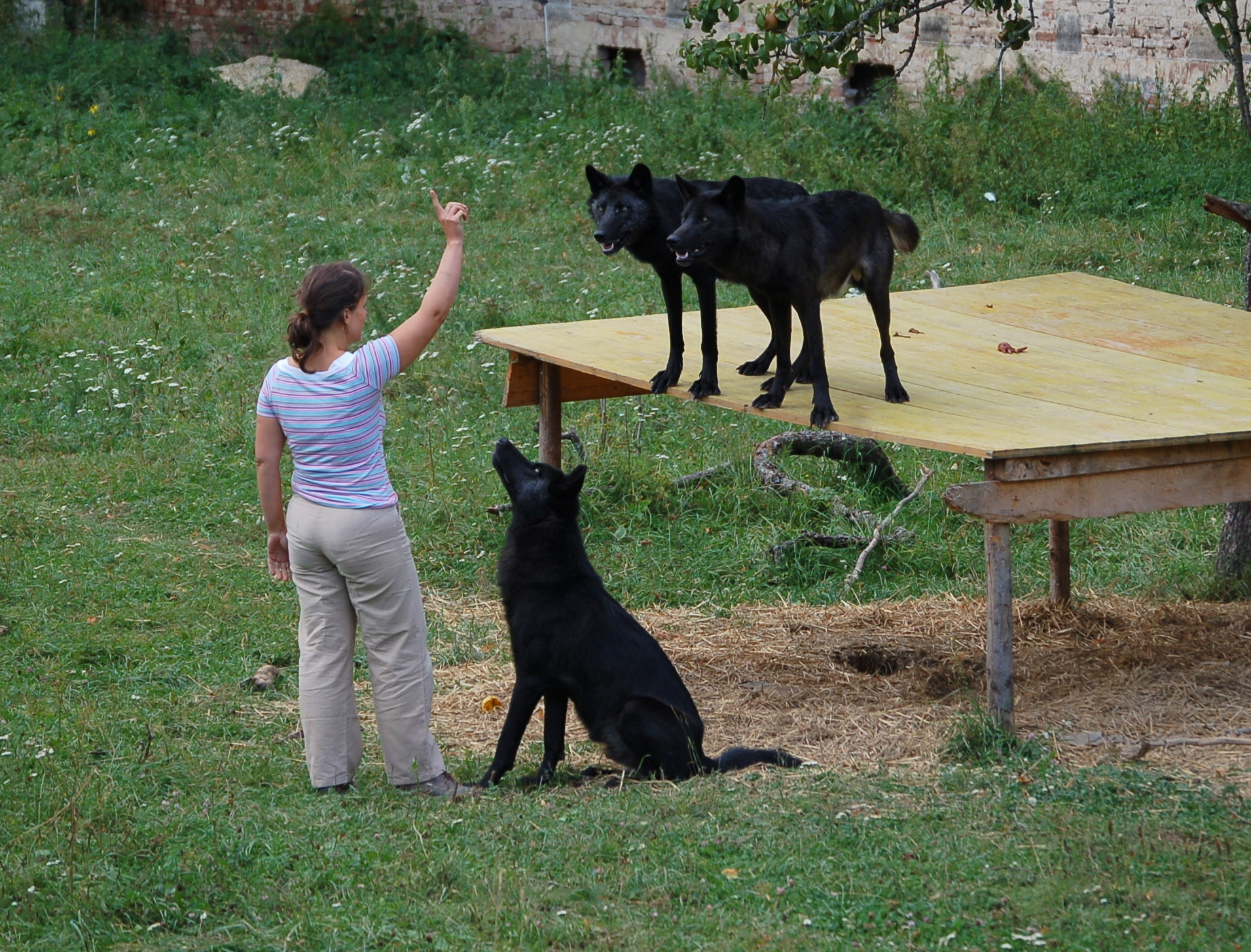
Výcvik vlků

### Vlci jako domácí zvířata
Chov vlků jako domácích zvířat je populární především v USA. Ačkoli vlci jsou předky domácích psů, v zajetí existují poměrně velké rozdíly mezi jednotlivými šelmami. Vlčata musejí být odejmuta matkám nejlépe po 14 dnech, nejpozději však do 21 dnů, jinak je socializace extrémně obtížná. Mléčné náhražky používané pro štěňata musejí být pro vlčata opatřena přídavkem aminokyseliny arginin, jinak hrozí oční problémy. Čím jsou vlci chovaní v zajetí starší, tím jsou obvykle nepředvídatelnější. To se týká především samců. Zvláště děti se mohou stát objektem agresivního chování „ochočených“ vlků, neboť v přírodě jsou lidské děti jednou z jejich kořistí.
Vlci mají silné instinkty pro život ve smečce (alfa až omega status) [zdroj?] a může se stát, že budou soupeřit o „vylepšení“ svého postavení, pokud to uznají za vhodné. Tím mohou být ohroženi i jejich dospělí chovatelé. Ochočení vlci jsou vázáni na svou „smečku“ tak silně, že ostatní lidi obvykle ignorují a vyhýbají se zcela kontaktu nebo je mohou napadnout jako vetřelce. Psí žrádlo je pro vlky nevhodné, je třeba krmit je částmi zvířecích těl (maso, kosti, vnitřnosti, kůže). Výcvik vlků je náročnější než psů a obvykle se naučí méně povelů. Při výcviku se mohou začít nudit a přestanou se o povely zajímat. Jsou méně kontrolovatelní. Na rozdíl od psů reagují lépe na pohybové signály než na hlas. Na druhou stranu jsou vynalézavější a dokáží se sami naučit např. otevírat různé západkové mechanismy u kotců. Jejich poslušnost je tedy menší, ale inteligence vyšší než inteligence domestikovaných psů, a to už u mláďat. Vlci chápou také lépe příčinu a následek. Vlci, kteří po ochočení utekli do volné přírody, se mohou stát nebezpečnější pro dobytek a lidi než divocí vlci, neboť postrádají strach z lidí. Jako pracovní zvířata (tažní, policejní, hlídací vlci atd.) jsou využitelní jen obtížně.

## Nemoci a paraziti
Vlci putují na dlouhé vzdálenosti a mohou se tak stát přenašeči různých nemocí. Infekční choroby roznášené vlky jsou brucelóza, tularémie, listerióza a anthrax. Vlci se mohou rovněž nakazit vzteklinou, především na Blízkém východě a v centrální Asii, nicméně nejsou jejími hlavními přenašeči. V Kanadě a na Aljašce trpí psinkou. Příčinou střevních potíží je virus Canine coronavirus. Vlci mohou být hostiteli asi 50 různých parazitů. Jedná se o klíšťata, roztoče (svrab-prašivina), vši, blechy, červy (škrkavka), hlístice (svalovec), tasemnice aj. Vlčí smečky jsou poměrně odolné vůči šíření infekčních nemocí, mj. proto, že zvíře, které začne jevit známky choroby, smečku obvykle opouští.